# Walfrid Hellman
Gustaf Walfrid Hellman (* 17. November 1883 in Gemeinde Västerås; † 7. Oktober 1952 in Stockholm) war ein schwedischer Sportschütze.

## Erfolge
Walfrid Hellman nahm an den Olympischen Spielen 1920 in Antwerpen teil, bei denen er lediglich in der Mannschaftskonkurrenz mit dem Armeegewehr im stehenden Anschlag über 300 m an den Start ging. Gemeinsam mit Olle Ericsson, Mauritz Eriksson, Leonard Lagerlöf und Hugo Johansson hinter Dänemark und den Vereinigten Staaten gewann er als Dritter die Bronzemedaille. Hellman war dabei mit 53 Punkten der zweitbeste Schütze der Mannschaft.